# پرویز کیانی
پرویز کیانی شناگر برجسته متولد گرگان بود که از شرق تا غرب دریای خزر در محدوده کشور ایران را با شنا به صورت رفت و برگشت در چندین روز پیمود.

## زندگی‌نامه
پرویز کیانی در روز ۱۶ آذر ۱۳۱۴ در محله باغ پلنگ گرگان متولد شد و وی از ۵ سالگی شیفته آب و شنا شد و وی در حالی که قصد رفتن به آب‌های منطقه مثلث برمودا را داشت در روز ۲۴ مهر ۱۳۷۱ در سن ۵۷ سالگی در اثر ایست قلبی درگذشت.